# Stallion
Stallion è un fumetto western del duo di artiste spagnole Kosen. Pubblicata originariamente negli Stati Uniti da Yaoi Press assieme alla storia Eien, l'opera è stata edita da Free Books nel maggio 2007 e successivamente anche in Spagna dall'editore Ivrea. 
Sebbene non propriamente un manga, il fumetto è caratterizzato da uno stile che guarda ai titoli del Sol Levante e le stesse autrici lo definiscono un titolo yaoi.

## Trama
Mentre dà la caccia al fuorilegge Bill Tempest, il cowboy e cacciatore di taglie Josey Blackwell si scontra con Savage Stallion, un indiano che gli contende la testa del ricercato.
I due finiscono più volte giocati dallo scaltro Bill e più volte rischiano la vita nel deserto. Bill arriva persino a stuprare Josey e solo le cure dell'indiano permettono al cowboy di riprendersi. Stallion confessa inoltre all'amico di aver subito prima di lui violenza da quell'uomo e di aver giurato di ucciderlo per  riguadagnare il suo onore.
Uniti più di prima, i due si rimettono sulle tracce di Bill, anche se questo porta Josey ad infrangere la legge della sua società e ad aiutare quello che per lo sceriffo e i suoi è un selvaggio pellerossa. Ucciso infine l'uomo cui davano la caccia, i due possono finalmente stare assieme, uniti da un amore che porta Stallion persino a strappare Josey all'aldilà.